# Rouvray (Côte-d'Or)
Rouvray is een gemeente in het Franse departement Côte-d'Or (regio Bourgogne-Franche-Comté) en telt 580 inwoners (1999). De plaats maakt deel uit van het arrondissement Montbard.

## Geografie
De oppervlakte van Rouvray bedraagt 9,5 km², de bevolkingsdichtheid is 61,1 inwoners per km².
De onderstaande kaart toont de ligging van Rouvray (Côte-d'Or) met de belangrijkste infrastructuur en aangrenzende gemeenten.

## Demografie
Onderstaande figuur toont het verloop van het inwonertal (bron: INSEE-tellingen).
1. ↑  Populations de référence 2022.